# Phryganopteryx griveaudi
Phryganopteryx griveaudi là một loài bướm đêm thuộc phân họ Arctiinae, họ Erebidae.